# Mambourg
Der Mambourg ist eine Weinlage im Elsass. Seit dem 17. Dezember 1992 ist die Lage Mambourg Teil der Appellation Alsace Grand Cru und gehört damit zu den 51 potentiell besten Lagen des Elsass. Insgesamt wurden 61,85 Hektar Rebfläche zugelassen. Die Herkunft des Namens ist bislang nicht belegt. Die Elsässer Weinstraße führt von Bennwihr kommend links am Mambourg entlang. Kurz vorher berührte die Route die Lagen Mandelberg und Marckrain. In Richtung Kaysersberg liegen die Weinlagen Furstentum und Schlossberg.

## Lage
Die Lage befindet sich auf dem Gebiet der Gemeinde Sigolsheim, nur ca. 7 km nordwestlich von Colmar entfernt und erstreckt sich über eine Länge von 1,3 km in Richtung Bennwihr und Houssen. Das Gebiet befindet sich in einer Hügelzone, die den Vogesen vorgelagert ist und vom Reiswaeldi zum Fluss Weiss abfällt. Der Mambourg liegt in südlich bis südwestlicher Exposition auf einer Höhe von 205 bis 340 m ü. NN. Lediglich die östlich gelegenen Teile der Lage liegen in südöstlicher Ausrichtung. Durch die Hanglage wird die Gefahr von Frostschäden nach dem Austrieb der Reben im Frühjahr minimiert, weil in den Nächten entstehende Kaltluft nicht über den Weinbergen liegen bleibt, sondern zur Ebene hin abgleiten kann. Die Vogesen im Westen bewahren das in seinem Lee gelegene Weinbaugebiet bei Südwest- oder Westwetterlagen vor zu viel Niederschlag. Daraus resultiert eine für die nördliche Lage überdurchschnittlich lange Sonnenscheindauer. Ab Ende August sorgen kühlere Luftmassen aus dem Tal der Weiss für eine langsamere Reifung sowie eine bessere Trocknung der Lage und sorgen damit für eine bessere Ausbildung der Aromen in den Beeren.
Der Boden der Lage besteht überwiegend aus schwerem Mergel und geht im östlich gelegenen Teil in verwitterten Sandstein des braunen Juras über.

## Rebsorten
Die Lage und die Bodenqualität begünstigen den Anbau von Gewürztraminer. Prinzipiell dürfen auch die Rebsorten Riesling, Pinot Gris und Muscat d’Alsace (also Muskat Ottonel und Muscat blanc à petits grains) angepflanzt werden. 

## Geschichte
Historischen Belegen zufolge genossen die Weine vom Sigoltesberg (dem heutigen Mambourg) schon im Jahr 783 ein hohes Ansehen. 